# Siamosaurus
Siamosaurus suteethorni
Genre
Espèce
Siamosaurus (« lézard du Siam ») est un genre fossile de dinosaures théropodes du Crétacé inférieur du Barrémien ou de l'Aptien, découvert en Thaïlande.
Une seule espèce, l'espèce type, Siamosaurus suteethorni, a été décrite par Éric Buffetaut et Rucha Ingavat (d) et considérée d'âge Jurassique supérieur lors de sa description.
Il est nommé suteethorni en hommage au chercheur Varavudh Suteethorn, du Service géologique de Thaïlande qui dirige avec le directeur de recherche du CNRS Éric Buffetaut une équipe de fouille chaque hiver, dans la province de Khon Kaen en Isan, pour trouver des os, des empreintes et des nids de dinosaures.
Il est considéré comme un Spinosauridae nomen dubium par M. T. Carrano et al. (2012), et J. Mo, E. Buffetaut et al. (2014),.
Dans leur étude de 2019, A. Samathi et al. considèrent que Siamosaurus suteethorni appartient bien à Siamosaurus,. Mais ils ne sont pas, pour le moment, suivi par la communauté scientifique, il reste par conséquent un nomen dubium. 

## Description
Le siamosaure atteignait une longueur de 9,10 mètres. Il y a très peu d'informations sur ce carnivore mais ses longues dents coniques qui ressemblent beaucoup à celle du Spinosaurus, et d'autres indices, amènent les scientifiques à penser qu'il pourrait avoir été semi-aquatique et avoir eu un régime alimentaire à base de poissons et autres animaux aquatiques ou semi-aquatiques.
Sa tête ressemblerait à celle d'un crocodile.
Il a laissé des empreintes de ses grands doigts griffus dans le lit d'anciennes rivières. Il se déplaçait à 8 km/h.
Il est âgé d'environ 120 millions d'années.

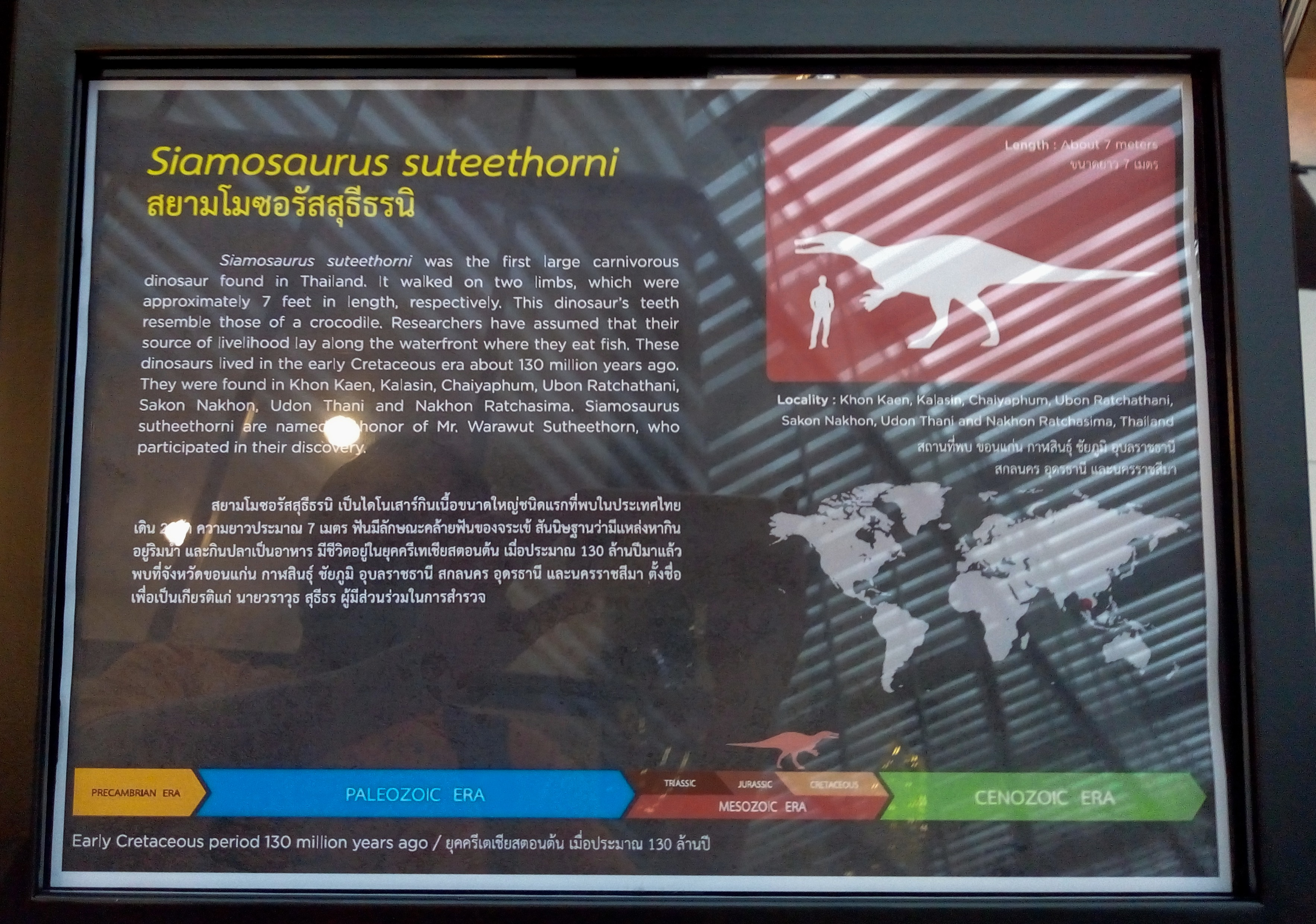
Description en thaï et en anglais
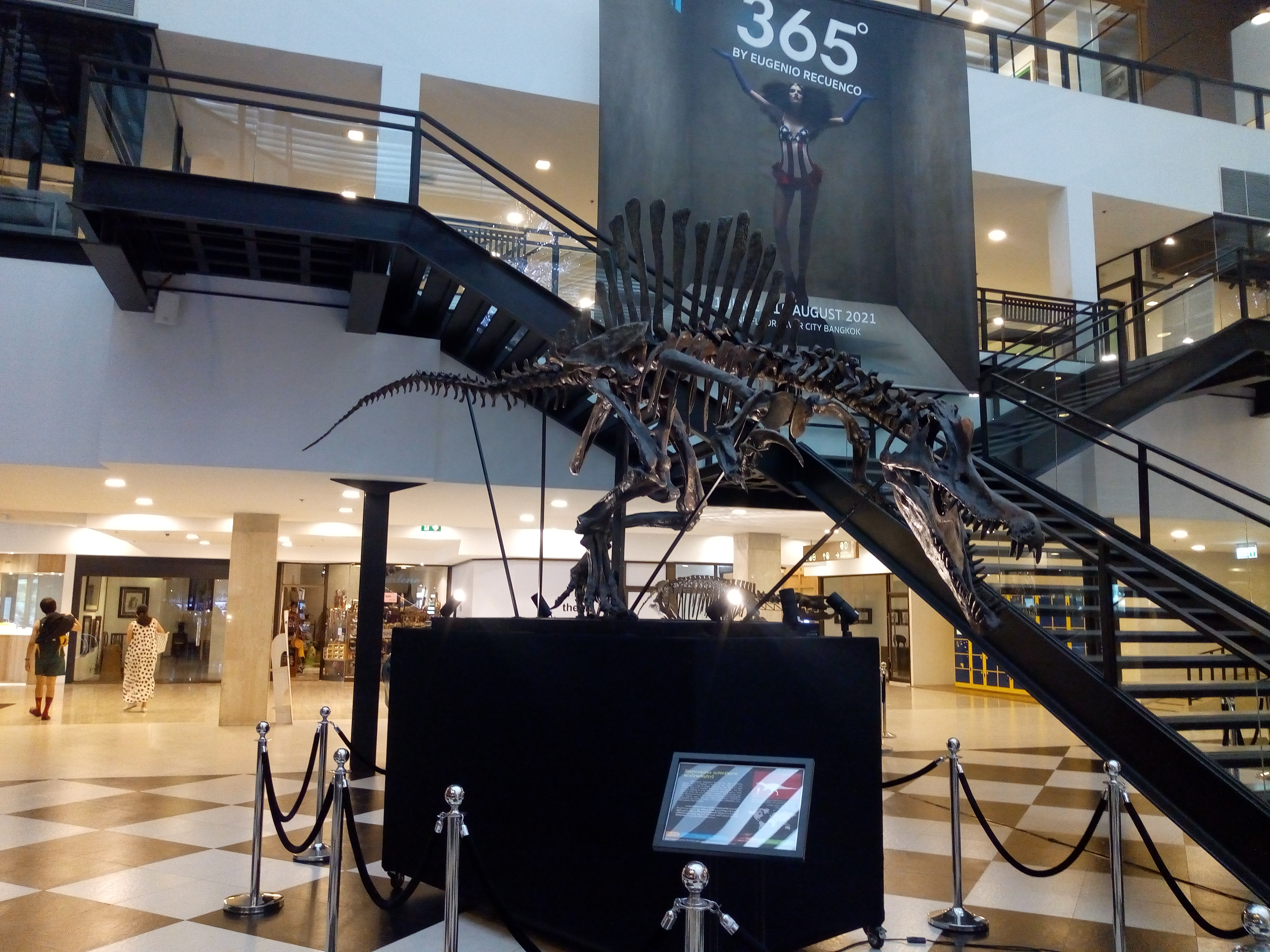
Essai de reconstitution d'un squelette de Siamosaurus, centre commercial River City, Bangkok
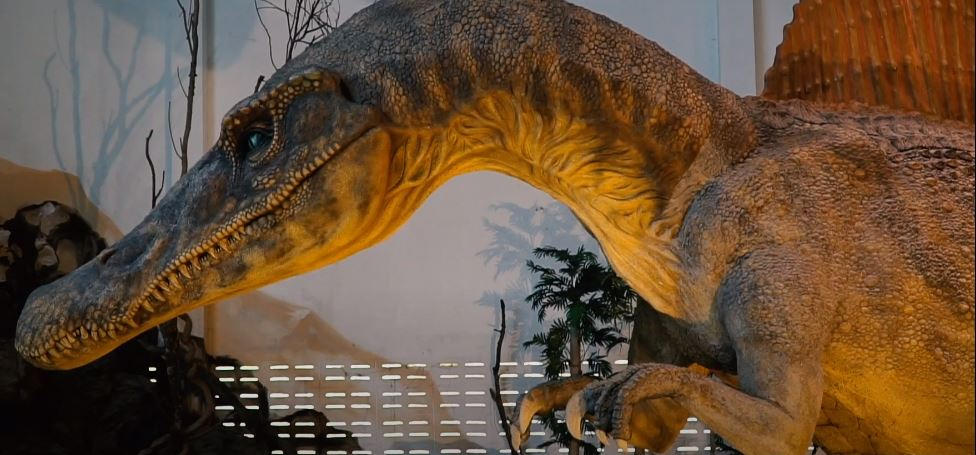
Essai de reconstitution d'un Siamosaurus au Phu Wiang Dinosaur Museum.
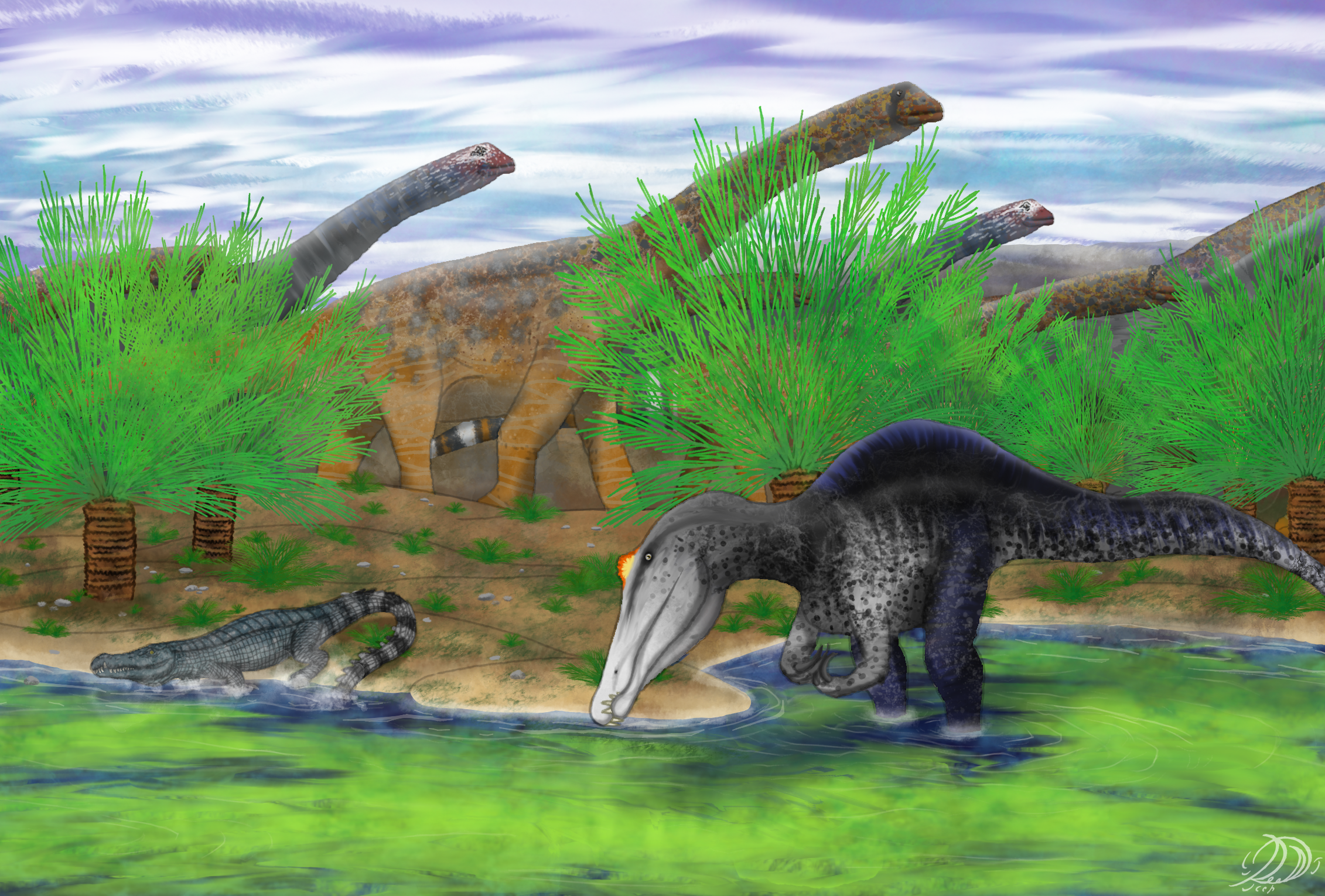
Illustration d'un Siamosaurus (à droite) avec un Sunosuchus (à gauche) et des Phuwiangosaurus (en arrière-plan).
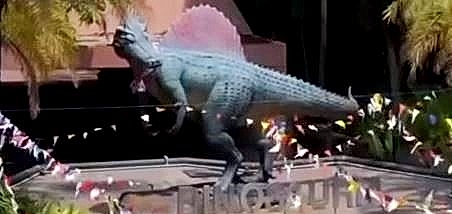
Essai de reconstitution d'un Siamosaurus au Sirindorhn Museum.